# دانشگاه اورگن شرقی
دانشگاه اورگن شرقی (به انگلیسی: Eastern Oregon University) یکی از هفت موسسه آموزشی ایالتی وابسته به سامانه آموزشی ایالت اورگن می‌باشد که در «لاگراند» اورگن واقع شده است.
در ابتدا یعنی در سال ۱۹۲۹ دانشگاه با عنوان «کالج تربیت معلم» شروع به فعالیت آموزشی خود نمود.
این دانشگاه تنها، دانشگاه عمومی ایالت اورگن می‌باشد که شهریه دانشجویان غیر شهروند ایالت اورگن را همانند شهریه دانشجویان ساکن این ایالت تعیین کرده است و همچنین برای دانشجویان بین‌المللی نیز هزینه شهریه به مراتب کمتر از دیگر دانشگاه‌های همانند می‌باشد.
مدارک تحصیلی دانشگاه در مقاطع فوق دیپلم، لیسانس و فوق لیسانس می‌باشد.